# Cibotium regale
Cibotium regale là một loài dương xỉ trong họ Cibotiaceae. Loài này được Verschaff. & Lem. mô tả khoa học đầu tiên năm 1868.

## Hình ảnh

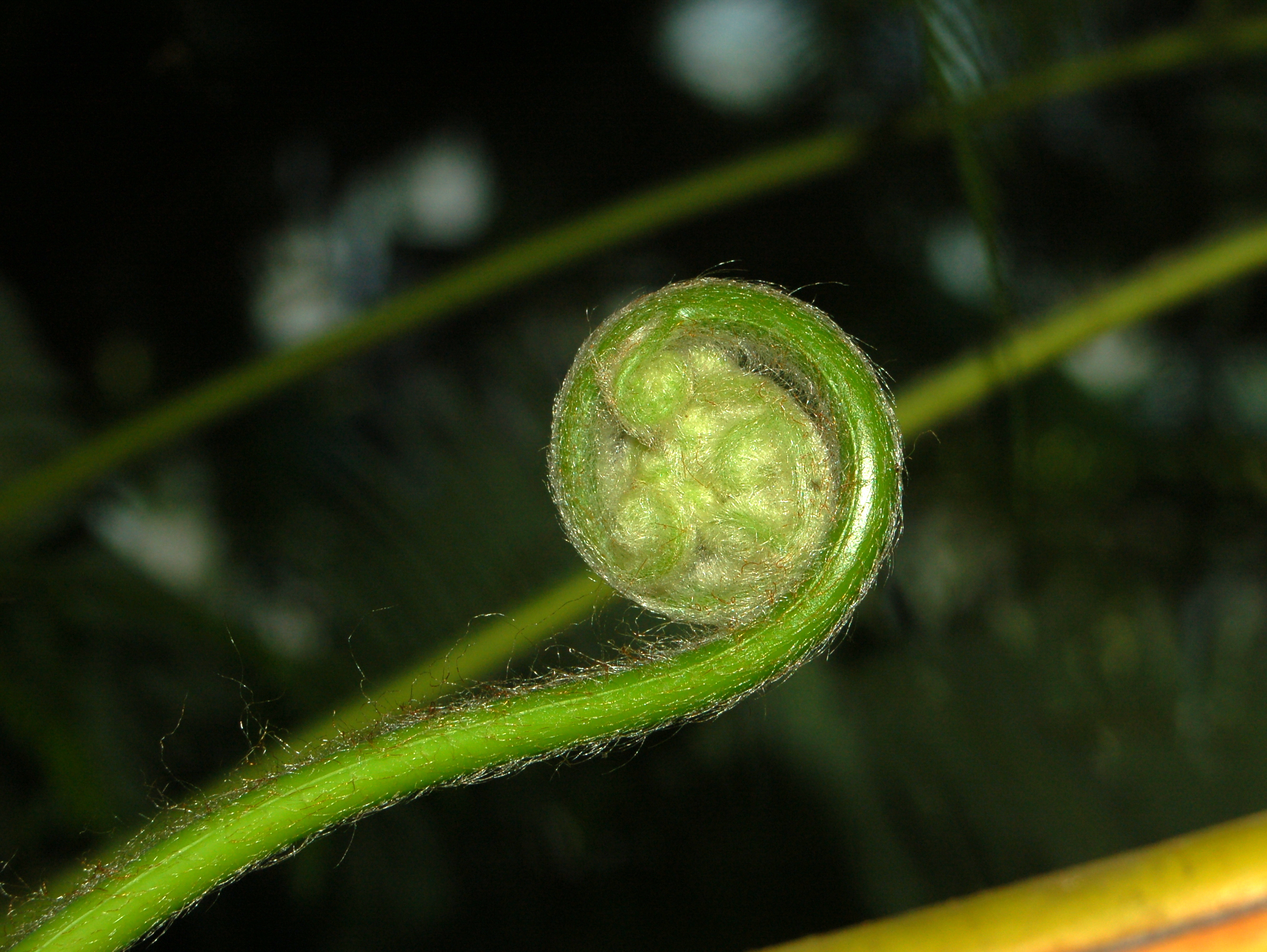